# Municipio de Santa María Quiegolani
El municipio de Santa María Quiegolani es uno de los 570 municipios en que se divide el estado de Oaxaca, México; se encuentra integrado en el Distrito de Yautepec y en la Región Sierra Sur. Su cabecera es el pueblo del mismo nombre, Santa María Quiegolani; sus habitantes son en su mayoría de etnia zapoteco.

## Geografía
El municipio de Santa María Quiegolani se encuentra enclavado en la región de la Sierra Sur de Oaxaca, tiene una extensión territorial de 161.282 kilómetros cuadrados que representan el 0.13% de la extensión total del estado de Oaxaca. Sus límites territoriales son casi totalmente con el municipio de San Carlos Yautepec, a excepción del sureste donde limita con el municipio de Santa María Ecatepec.

### Orografía e hidrografía
El territorio municipal es muy accidentado y montañoso, la principal elevación es el Cerro Nuevo Flandes de 3720msnm, ubicado al oriente de la cabecera municipal; la altitud media del territorio es de 2,160 m s. n. m.
Hidrológicamente el territorio de Santa María Quiegolani pertenece a la Cuenca del Río Tehuantepec y a la Región hidrológica Tehuantepec; el municipio es atravesado por pequeños arroyos y otras corrientes menores.

### Clima
El clima dominante en el municipio es Semiseco muy cálido y cálido, la temperatura media anual va de los 18 a los 22 °C, y la precipitación media anual es de 600 a 800 mm, esta por ello asentado en una de las regiones más secas del estado de Oaxaca.

## Demografía
Según el Conteo de Población y Vivienda de 2005 realizado por el Instituto Nacional de Estadística y Geografía, la población del municipio de Santa María Quiegolani es de 1.537 habitantes, de los cuales 762 son hombres y 775 son mujeres.

### Localidades
El municipio tiene un total de 4 localidades, su población es la siguiente:
| Localidad                | Población |
| Total Municipio          | 1 770     |
| Santa María Quiegolani   | 789       |
| San José Quianitas       | 308       |
| Santiago Quiavigoló      | 298       |
| San Andrés Tlahuilotepec | 142       |

## Comunicaciones
El único medio de comunicación terrestre del municipio de Santa María Quiegolani es mediante una carretera vecinal de terracería que una la cabecera municipal con las poblaciones de San Bartolo Yautepec; San Juan Acaltepec, Santo Domingo Chontecomatlán, San Andrés Tlahuilotepec, San Pedro Tepalcatepec, Santiago Lapaguía, San Pedro Mixtepec, San Pedro Leapi, y Santo Tomás Quierí. Todos del Distrito de San Carlos Yautepec y que enlaza con la Carretera Federal 190, mediante esta carretera se comunica con las ciudades de Oaxaca de Juárez y Santo Domingo Tehuantepec, existen servicios de transporte en autobús particular con la capital del estado, el tiempo de traslado es aproximadamente de nueve horas.

## Política
El municipio de Santa María Quiegolani se rige por el sistema político denominado usos y costumbres vigente en la gran mayoría de los municipios de Oaxaca y que tiene como intención el respeto a las tradiciones y formas de autogobierno propias de los pueblos indígenas, por tanto en las elecciones municipales de Quiegolani no participan los partidos políticos, la forma de elección así como las fechas y periodicidad de los gobiernos son fijados libremente por la comunidad.
Como consecuencia de esta legislación, se dio un caso de repercusión nacional e internacional en Santa María Quiegolani, al ser impedida la participación como candidata a Presidenta Municipal de Eufrosina Cruz Mendoza, debido a que los usos y costumbres restringen la participación política de las mujeres; habiéndose denunciado por tanto una discriminación por razones de género.
El gobierno es ejercido por el Ayuntamiento que está conformado por 1 Presidente Municipal, 1 Síndico y 6 Regidores.

### Representación legislativa
Para la elección de Diputados al Congreso de Oaxaca y a la Cámara de Diputados de México, el municipio se encuentra integrado en los siguientes Distritos electorales:
Local:
- Distrito electoral local de 17 de Oaxaca con cabecera en Tlacolula de Matamoros.[12]

Federal:
- Distrito electoral federal 5 de Oaxaca con cabecera en Salina Cruz.[13]

### Presidentes municipales
- (1966 -1968):Juan Martínez Cruz

- (1975 -1977):Cipriano Díaz Mendoza
- (1978 -1980):Samuel Vázquez Agustino
- (1981 -1983):Domingo Cruz Miguel
- (1984 -1986):Fermín Antonio Vásquez
- (1987 -1989):Pedro Agustín Hernández
- (1990 -1992):Pedro Cruz Miguel
- (1993 -1995):Elpidio Villavicencio Cruz
- (1996 -1998):Manuel Martínez Hernández
- (1999 -2001):Reynaldo Mendoza Mendoza
- (2002 -2004):Onofre Villavicencio Antonio
- (2005 -2007):Saúl Cruz Vásquez
- (2008 -2010):Eloy Mendoza Martínez
- (2017 -2019):Faustino Villavicencio Cruz